# Моян-чур
Баянчур Каган (орх. 𐰉𐰖𐰣𐰲𐰆𐰺 𐰴𐰍𐰣 , тронное имя кит. упр. 葛勒可汗, пиньинь geleikehan, палл. Гэлэйкэхань, личное имя кит. упр. 磨延啜立, пиньинь moyanchuoli, палл. Мояньчоли) — каган уйгурского каганата с 747 года по 759 год. Благодаря частично сохранившийся каменной надписи, о его правлении известно довольно много. Он заказал возведение Тариатских надписей.

## Война с тюрками (742—745 год)
Начало надписи Моян-чура плохо сохранилось, но по фрагментам можно сказать, что Моян-чур вспоминает государство между Селенгой и Орхоном, в котором кочевали огузы. Упомянуто столетнее господство какого-то народа над уйгурами и пятидесятилетнее правление тюрок (названы «тӱрк kыбчаk», тюрки-кыпчаки). Скорее всего имеется в виду Кок-тюркский каганат, покоривший уйгуров с 688 по 741.
В возрасте 26 лет стал шадом (примерно 742 год) и получив часть войска своего отца Кутлуг I Бильге Пэйло, отправился на войну с тюрками. Объединив девять племён (токуз-огузы), отправился на юг к Кэйрэ (название источника или горы). Недалеко от Кэйрэ и трёх речек Биркю (уч бркӱда) он столкнулся с ханским войском (тюрок) и стал преследовать его. Похоже он нагнал войско у реки Яр.
Далее назван хан тюрок Озмыш-тегин. В 743 году (год Овцы) Моян-чур отправился в поход против Озмыш-тегина, 16 числа 1-го месяца произошла битва с тюрками. Озмыш-тегин и его жена попали в плен. По мнению Л. Н. Гумилёва, надпись была разобрана неправильно и уйгуры пленили не Озмыш-тегина, а Баймэй-хан Кулун-бека. Государство тюрок было уничтожено.
В 745 году уйгуры поссорились с карлуками и три карлукских племени переселились в Западно-тюркский каганат.

## Борьба за престол (747 год)
В начале 747 года Моян-чур разгромил карлуков. Вскоре умер Кутлуг I Бильге Пэйло. Против Моян-чура выступил другой претендент на престол — ябгу Тай Бильге-тутук. Симпатии простолюдинов разделились (из надписи нельзя понять чьих сторонников было больше). В месте называемом Бюкагюк встретились две армии. Бой начался вечером, ещё при свете солнца войско Бильге-тутука было рассеяно, но ночью они вновь собрались. Ночью войско Бильге-тутука покинули девять племён татар и восемь племён (вероятно киданей). На восходе второго дня Моян-чур победил и пленил уйгурских старейшин своего противника. Моян-чур помиловал простой народ, но вскоре они восстали вновь.
Девятого числа 4-го месяца в местности Бургу Моян-чур с войском нагнал своих восставших соплеменников и в наказание отнял у них женщин и скот. Каган повёл своё войско на северо-запад от Селенги, чтобы встретить татар и восемь племён (киданей). Войско уйгур встало южнее Йилук-гола до Сып-Баши. 29-го числа 5-го месяца Моян-чур встретил врагов и оттеснил их к Селенге. Часть неприятеля, возможно татары, стала отступать вниз по Селенге, Моян-чур переправился и бросился в погоню. Пленив 10 человек Моян-чур отпустил их и предложил мир. Он объявил перемирие на два месяца.
Первого числа 8-го месяца Моян-чур уже собрался в поход, когда ему доложили о приближении врагов. Второго числа, у озера Солёный Алтыр, Моян-чур пересёк Кассуй и принял бой. Противник был разбит и стал отступать. 15-го числа Моян-чур настиг их у ключа Кэйрэ и речек Биркю и вторично разбил. Половина татар присоединилась к нему, половина бежала. Каган отправился на зимовку в горы Этюкен.

## Правление
После смерти первого уйгурского кагана Кутлуг I Бильге Пэйло, его сын Моян-чур вступил на престол, после тяжёлой войны с коалицией недовольных. Он считался отважным и решительным полководцем. Каждый год он отправлял посланца к танскому двору.
Каган начал с того, что назначил своих сыновей ябгу и шадом, соответственно, и отдал тардушей и толосов (это не этнические, а военно-географические названия для западного и восточного крыла войска).
Весной 750 года каган пошёл войной на народ чиков в долине Енисея. После боя на реке Кем чики подчинились.
Летом каган приказал построить для него столицу с дворцом и стенами. Лето каган провёл в «молитвах», также он распорядился начать записывать историю своих подвигов. Осенью каган поехал на восток в земли татар, которые предпочли помириться с ним.
В начале 751 года каган отбыл в этюкенскую чернь и на западе от Святого Ключа (анта ыдук), у слияния Айбаша и Тукуша поставил свой дворец и выстроил стены. Он повелел вырезать «тысячелетние и десятитысячелетние» знаки на плоском камне.
Вскоре каган узнал, что чики, кыргызы и неизвестное (надпись стёрлась) племя объединились против него. Девятого числа каган выступил в поход. Против чиков он посла тысячу человек и немного к их союзникам. Перехватив гонцов союзников, каган узнал, что карлуки не успели прийти на помощь восставшим. Уйгуры разбили летучие отряды восставших и каган пересёк Иртыш. 18-го числа 11-го месяца каган встретил карлуков у речки Болчу (Урунгу). Три племени карлуков были разбиты. Вскоре он узнал, что его тысячный отряд покорил чиков.
Летом 752 года каган отдыхал и молился, чикам он назначил тутука, ышбаров и тарханов. Вскоре кагану доложили о приближении врагов (надпись не сохранилась, непонятно каких именно). 15-го числа он собрал войско у озера Тайган и стал заманивать врагов в ловушку. Переправившись через Кара-Йоталук войска кагана заставили врагов подойти ближе. Неизвестные (надпись повреждена, возможно, басмалы) враги стали подбивать карлуков на восстание. Вскоре к ставке кагана подошли басмалы.
Каган называет коалицию своих врагов: тюргеши, три карлукских племени, «ӱч ыдук та…» (дословно «три святых» та). В этюкенских (Хангай) лесах каган атаковал коалицию. 26-го числа 5-го месяца каган разгромил их и продолжил преследование через реку Ичуй. Тюргеши и карлуки попал в плен.
В 753 году война возобновилась, но сложно говорить о деталях, так как надпись сохранилась фрагментарно. В восьмом месяце каган оставил ставку у Эр Сегун на озере Юла и стал преследовать басмалов и карлуков. На равнине Егра каган победил. Упоминается хорошо вооружённая пехота и знаменосцы. Также упомянуты «табгачские подданные огузы и тюрки», возможно в связи сих переселением в пределы империи Тан. У слияния Орхона и Балыклыка каган велел построить дворец и записать свои подвиги.
К 755 каган, после многочисленных битв, «уничтожил» басмалов и карлуков.
Следующим достоверным сообщением является приказ кагана прислать мастеров согдов и табгачей (китайцы из Тан) для строительства города Бай-Балыка в 756—757 года. Продолжилась война с татарами.

## Уйгуры и восстание Ань Лушаня
В 756 году начались переговоры Каганата и империи Тан о помощи в подавлении восстания. Император Су-цзун не мог унизиться, чтобы открыто просить помощи у варваров, поэтому сделали вид, что уйгуры сами предложили помощь.
Командующий войсками в Дуньхуане, князь Чэн Цай (承寀) прибыл в уйгурскую ставку для формального заключения переговоров. Обрадованный каган женил его на своей сводной сестре и предложил Договор мира и родства, но, чтобы в этот раз император женился на уйгурке. Император назначил уйгурку царевной Пига и каган, удовлетворившись этим, повёл свои войска.
Каган пошёл на соединение с шофанским цзедуши Го Цзыи (郭子儀). По пути он разбил динлинское племя тунло (同羅). В декабре каган соединился с Го Цзыи, но прежде, чем встретиться с ним, приказал тому поклониться уйгурскому знамени.
В сентябре 757 года уйгурской-китайские войска встретились с мятежниками у реки Фэншуй. Засада войск мятежников была раскрыта, уйгуры зашли им в тыл и совершенно уничтожили. Потери мятежников составили 60 000. Союзные войска заняли Чанъань. Уйгуры были отправлены сражаться с мятежниками в горы. Когда войска Го Цзыи попали в засаду, уйгуры развернулись и спасли их. Постепенно войска Янь Чжуана (советник Лушаня) покинули и Лоян.
Не слишком заинтересованный в благополучии Китая, каган позволил своим воинам разграбить Лоян. Городские старейшины поднесли уйгурам 10 000 кусков шёлка и те прекратили грабежи. В 757 уйгуры добились у императора обещания брака его младшей дочери Нинго и кагана. Когда каган получил принцессу, то отправил 3000 уйгурских воинов для помощи в уничтожении мятежников.
В 759 каган заболел и умер. Царевну Нинго решили отправить в Китай, так как детей она не имела, а от добровольного самоубийства на могиле кагана отказалась. В августе 759 года она вернулась в Чанъань. Похоже, что Шеху был казнён по неизвестным причинам, и поэтому каганом стал второй сын Идигянь.

## Надпись Моян-чура
Надпись Моян-чура найдена в 1909 году профессором Г. И. Рамстедтом. Выполнена орхонскими рунами. Повествует об истории Уйгурского каганата и о делах Моян-чура.